# Archirhizidae
Archirhizidae é uma família de medusas da ordem Rhizostomeae.

## Géneros
- Archirhiza Haeckel, 1880
- Cannorhiza Haeckel, 1880